# Voivodato

Voivodati della Polonia

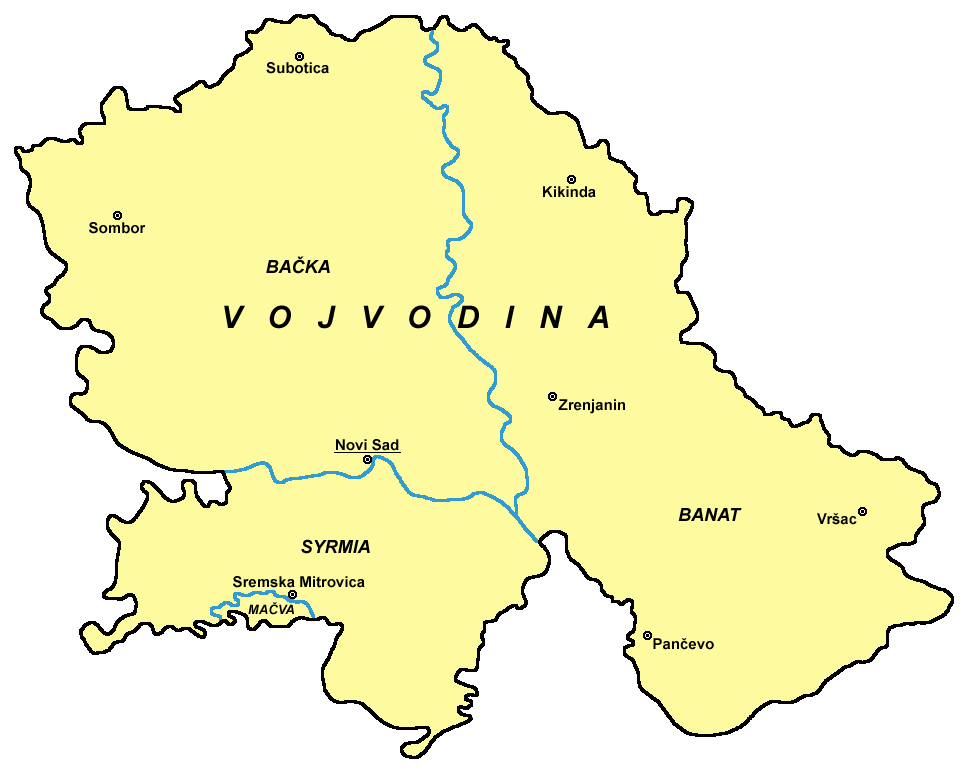
Voivodina

Il termine voivodato (rumeno: Voievodat, polacco: Województwo, serbo: Vojvodstvo o Vojvodina) è stato il termine atto a indicare un'entità statale feudale medioevale, quali ad esempio furono la Romania, la Polonia, la Russia e la Serbia (vedi Voivodina), governato da un voivoda.

## Storia
Il termine voivoda, prima della conquista ottomana dei Balcani, è un termine di origine slava che designa in origine il comandante di un'unità militare. Il voivodato era l'intero territorio sottoposto alla sua autorità. Con gli Ottomani il termine passò progressivamente a indicare essenzialmente i territori governati da un esponente cristiano legato alla Sublime porta, delegato ad assolvere funzioni fiscali e incaricato tra l'altro di agevolare la sedentarizzazione delle popolazioni nomadi che percorrevano il territorio da loro amministrato.
La cosa poteva avvenire solo con una congrua forza armata agli ordini del Voivoda, in grado quindi di mantenere anche l'ordine pubblico. L'istituto fu abolito dall'Impero ottomano nel corso dell'età delle riforme (tanzimàt), durante il XIX secolo. Il termine è sopravvissuto in Polonia, dove durante la partizione feudale ognuno dei piccoli principati aveva il suo voivoda e quindi, dopo la riunificazione, si seguitarono a chiamare voivodati tali territori.

## Etimologia
Il termine deriva dalla radice slava vojn, che indica tutto ciò che dipende da un esercito o da un'organizzazione di tipo bellico.

## Lista di voivodati

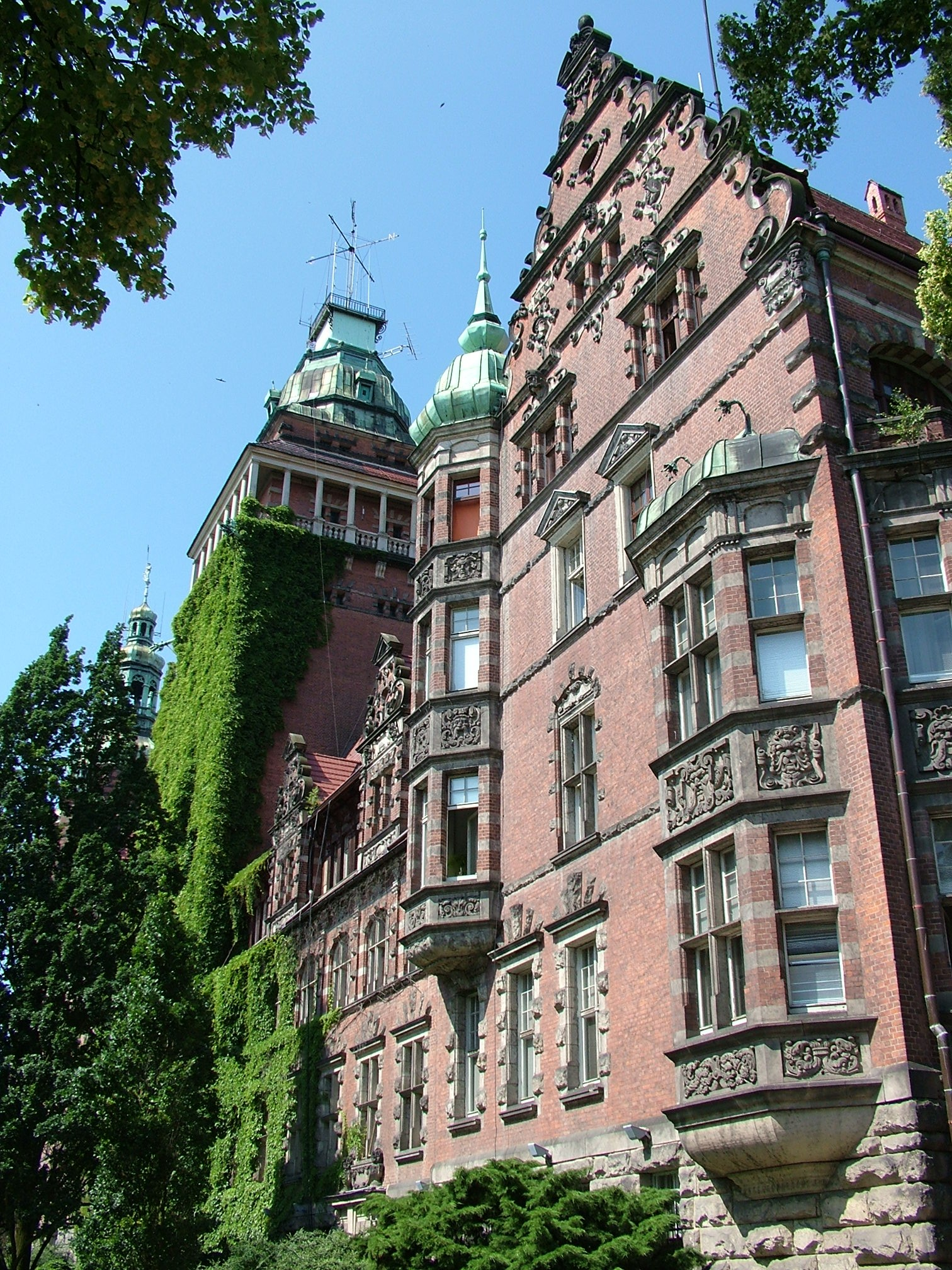
Voivodato della Pomerania Occidentale – Ufficio a Stettino

### Moderni
- Polonia:
  - Voivodato della Bassa Slesia
  - Voivodato della Cuiavia-Pomerania
  - Voivodato di Łódź
  - Voivodato di Lublino
  - Voivodato di Lubusz
  - Voivodato della Piccola Polonia
  - Voivodato della Masovia
  - Voivodato di Opole
  - Voivodato della Precarpazia
  - Voivodato della Podlachia
  - Voivodato della Pomerania
  - Voivodato della Slesia
  - Voivodato della Santacroce
  - Voivodato della Varmia-Masuria
  - Voivodato della Grande Polonia
  - Voivodato della Pomerania Occidentale

### Storici

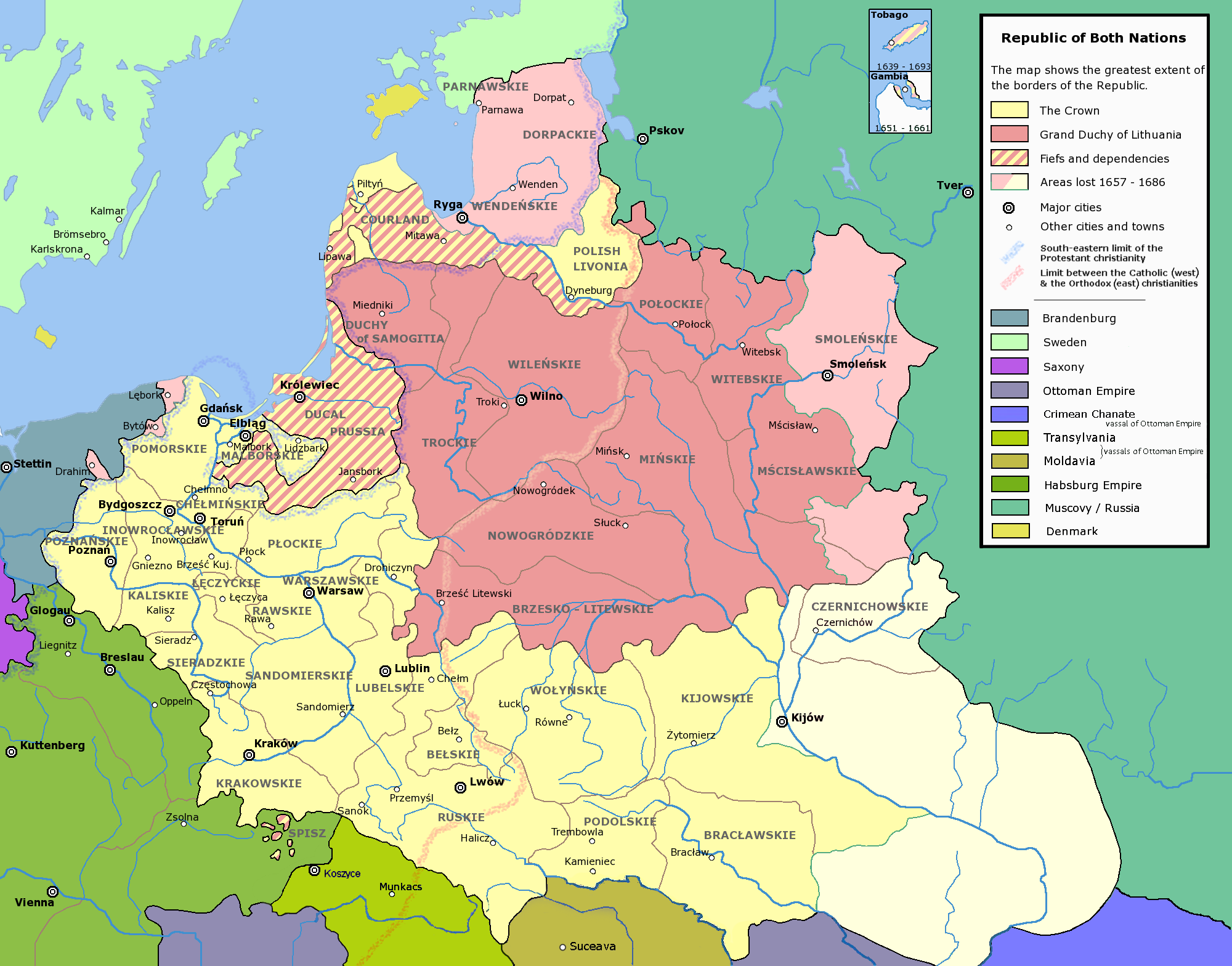
Voivodati storici presenti nell'area dell'attuale Polonia verso la fine del Settecento

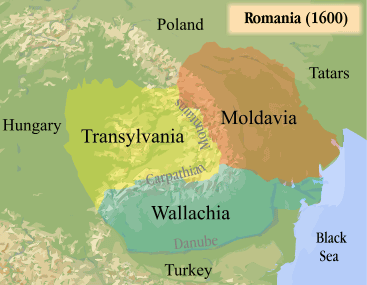
I tre voivodati rumeni nel 1600

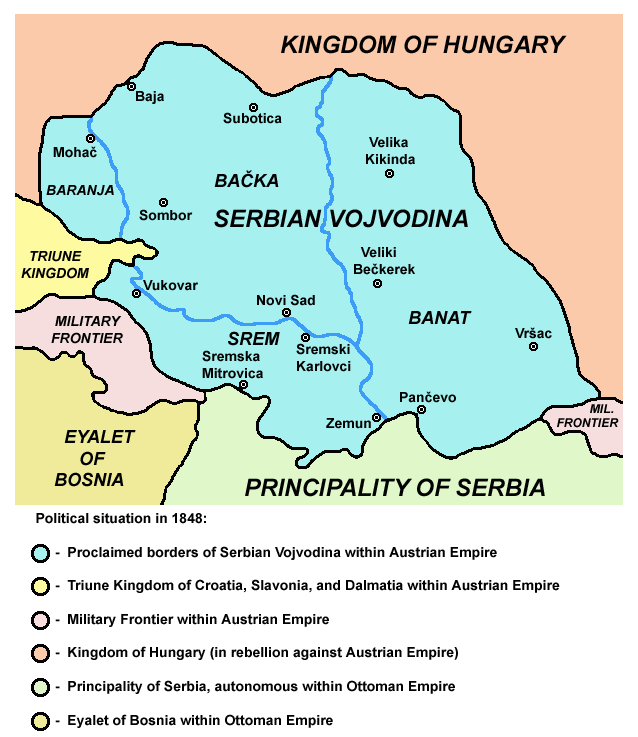
Voivodati storici della Voivodina nel 1848

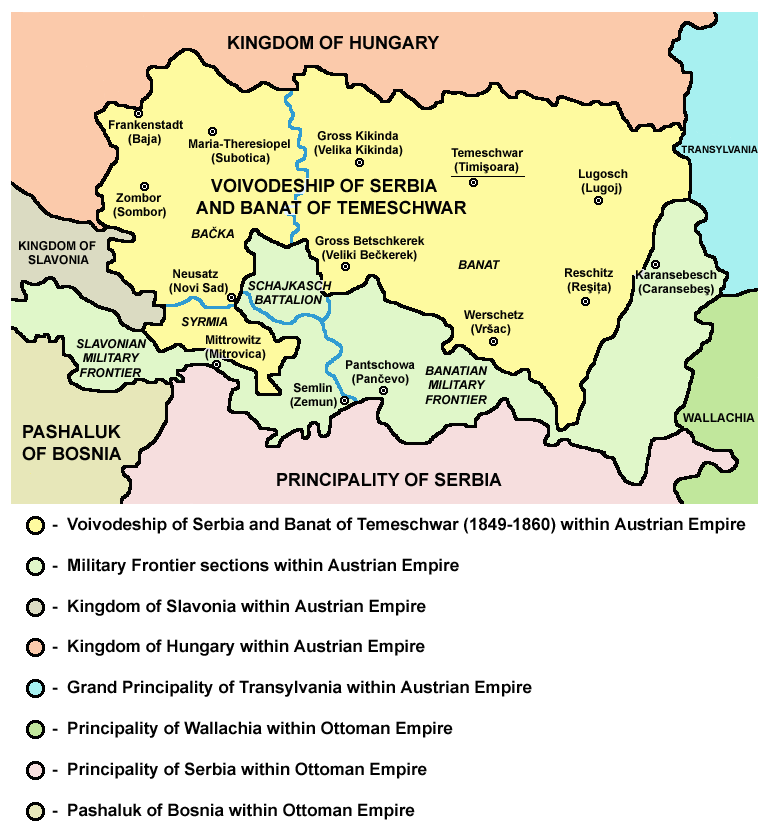
Voivodati storici della Voivodina nel 1849

- Voivodati storici nel territorio della Romania:
  - Valacchia
  - Moldavia
  - Transilvania
- Voivodati storici nel territorio della Serbia:
  - Voivodato di Salan (IX-X secolo)
  - Voivodato di Sermon (XI secolo)
  - Voivodato di Radoslav e Čelnik (1527–1530)
  - Voivodina (1848–1849)
  - Voivodato di Serbia e del Banato di Tamiš (1849–1860)
- Voivodati storici nel territorio delle Romania e Serbia:
  - Voivodato di Glad (IX-X secolo)
  - Voivodato di Ahtum (XI secolo)
- Voivodati della Confederazione polacco-lituana (1569–1795)
  - Voivodato di Poznań
  - Voivodato di Kalisz
  - Voivodato di Gniezno
  - Voivodato di Sieradz
  - Voivodato di Łęczyca
  - Voivodato di Brześć Kujawski
  - Voivodato di Inowrocław
  - Voivodato di Chełmno
  - Voivodato di Malbork
  - Voivodato della Pomerania
  - Voivodato di Płock
  - Voivodato di Rawa
  - Voivodato della Masovia
  - Voivodato di Cracovia
  - Voivodato di Sandomierz
  - Voivodato di Lublino
  - Voivodato della Podlachia
  - Voivodato di Rutenia
  - Voivodato di Bełz
  - Voivodato di Volinia
  - Voivodato di Podolia
  - Voivodato di Bracław
  - Voivodato di Kijów
  - Voivodato di Czernihów
- Voivodati storici del Granducato di Lituania:
  - Voivodato di Vilnius
  - Voivodato di Troki
  - Voivodato di Nowogródek
  - Voivodato di Brest-Litovsk
  - Voivodato di Mińsk
  - Voivodato di Mścisław
  - Voivodato di Smoleńsk
  - Voivodato di Vicebsk
  - Voivodato di Połock
- Voivodati storici del Ducato di Livonia:
  - Voivodato di Wenden (1598–1620)
  - Voivodato di Dorpat (1598–1620)
  - Voivodato di Parnawa (1598–1620)
  - Voivodato di Livonia (dal 1620)
- Voivodati della Polonia (1921–1939):
  - Voivodato della Slesia
  - Voivodato di Białystok
  - Voivodato di Kielce
  - Voivodato di Cracovia
  - Voivodato di Łódź
  - Voivodato di Lublino
  - Voivodato di Leopoli
  - Voivodato di Nowogródek
  - Voivodato della Podlachia
  - Voivodato della Pomerania
  - Voivodato di Poznań
  - Voivodato di Stanisławów
  - Voivodato di Ternopil'
  - Voivodato di Volinia
  - Voivodato di Varsavia
  - Voivodato di Vilnius
- Voivodati della Polonia (1945–1975):
  - Voivodato di Białystok
  - Voivodato di Bydgoszcz
  - Voivodato di Danzica
  - Voivodato di Katowice
  - Voivodato di Kielce
  - Voivodato di Koszalin
  - Voivodato di Cracovia
  - Voivodato di Łódź
  - Voivodato di Lublino
  - Voivodato di Olsztyn
  - Voivodato di Opole
  - Voivodato di Poznań
  - Voivodato di Rzeszów
  - Voivodato di Stettino
  - Voivodato di Varsavia
  - Voivodato di Breslavia
  - Voivodato di Zielona Góra
- Voivodati della Polonia (1975–1998):
  - Voivodato di Biała Podlaska
  - Voivodato di Białystok
  - Voivodato di Bielsko-Biała
  - Voivodato di Bydgoszcz
  - Voivodato di Chełm
  - Voivodato di Ciechanów
  - Voivodato di Częstochowa
  - Voivodato di Elbląg
  - Voivodato di Danzica
  - Voivodato di Gorzów Wielkopolski
  - Voivodato di Jelenia Góra
  - Voivodato di Kalisz
  - Voivodato di Katowice
  - Voivodato di Kielce
  - Voivodato di Konin
  - Voivodato di Koszalin
  - Voivodato di Cracovia
  - Voivodato di Krosno
  - Voivodato di Legnica
  - Voivodato di Leszno
  - Voivodato di Łódź
  - Voivodato di Łomża
  - Voivodato di Lublino
  - Voivodato di Nowy Sacz
  - Voivodato di Olsztyn
  - Voivodato di Opole
  - Voivodato di Ostrołęka
  - Voivodato di Piotrków
  - Voivodato di Piła
  - Voivodato di Poznań
  - Voivodato di Przemyśl
  - Voivodato di Płock
  - Voivodato di Radom
  - Voivodato di Rzeszów
  - Voivodato di Siedlce
  - Voivodato di Sieradz
  - Voivodato di Skierniewice
  - Voivodato di Suwałki
  - Voivodato di Stettino
  - Voivodato di Słupsk
  - Voivodato di Tarnobrzeg
  - Voivodato di Tarnów
  - Voivodato di Toruń
  - Voivodato di Varsavia
  - Voivodato di Wałbrzych
  - Voivodato di Breslavia
  - Voivodato di Włocławek
  - Voivodato di Zamość
  - Voivodato di Zielona Góra